# Vizuální analýza
Vizuální analýza je pojmem vizuální sociologie a metodou sociologického rozboru, kdy je možné vizuálně sledovat a analyzovat různé pozorovatelné aspekty sociálního světa. Vizuální sociologie celkově se v dnešní době těší rostoucímu zájmu. K vizuální analýze dochází při zkoumání všech forem realizovatelných obrazových představ, jako je například malířství, grafika, sochařství, fotografie, reklama, film, video, počítačové hry, internet a podobně. Vizuální analýzou zkoumáme tyto jednotlivé obrazové představy ze sociologického hlediska.

## Definice
Cílem sociologicky zaměřené vizuální analýzy není však přímo zkoumání obrazů, ale imaginace rozvíjené či konstruované prostřednictvím produkce a distribuce obrazů. Vizuální fakty v širokém smyslu zahrnují potenciálně všechny předměty, lidi, místa, události nebo situace, které jsou pozorovatelné lidským vizuálním aparátem. Pro vizuální sociologii jsou však podstatné jen vizuální fakty v užším smyslu, tedy vizuální sociologické fakty, které okem, a tím pádem i fotografickým aparátem viditelné objekty či jevy otevírají možnost hlubšího popisného či zevšeobecňujícího poznání sociálního světa. Zkoumané obrazy mohou být výzkumníkem nacházeny (jako část produkce druhých) nebo výzkumníkem generovány (jako jeho vlastní výtvor). Oboje je integrální součástí vizuálního výzkumného procesu. Z pohledu vizuální sociologie představuje fotografický obraz nejen objekt poznání, ale také prostředek poznání něčeho, jiného, a to života společnosti.

## Historie
Moderní sociologie a fotografie vznikaly téměř současně. Roku 1839 Auguste Comte píše v poslední části Kurzu pozitivní filozofie, v němž poprvé zavádí termín „sociologie“ k označení nového vědního oboru. Ve stejném roce jsou vynalezeny dva fotografické procesy. Již od počátku fotografie bylo jejím cílem sledovat hlavně člověka a jeho činnosti.

## Sociologická fotografie
"Fotografie musí být vždy o něčem a to,
o čem je, musí být významnější a
komplikovanější než samotná fotografie"
Diane Arbus
Fotografie ani video neukazují, jak věci skutečně vypadají, jelikož jsou to obrazy vytvořené mechanickými přístroji, v jeden velmi specifický moment a v důležitém kontextu.Vizuální sociologii lze označit za výsledek sbližování fotografie a společenské reflexe. Fotografové od začátku pokládali za svůj úkol fotografování sociálního světa, ať už pro svůj zájem o daleké kraje a exotické kmeny, či z potřeby ukázat exotické události a lidi za jejich vlastními humny. Fotografická data nejsou kulturně ani hodnotově neutrální a vizualizace dat nás vede k tomu vnímat vidění jako samozřejmé. Literatura týkající se visuální sociologie je velmi limitovaná. Naznačuje sice obecné postupy, nicméně neexistují řádně a detailně popsané popisy. Podskupinami sociologické fotografie mohou být například:
Fotografická esej: Série fotografií pořízená za účelem vyprávění příběhů
Opakovaná fotografie: Série fotografií pořízená za účelem studia sociální změny
Fotografický deník: Fotohlas (photovoice) je metoda používaná při výzkumu v jednání. Účastníci výzkumu fotografiemi zachycují svůj vlastní pohled na věc. Pořízené fotografie se dále rozebírají na řízených rozhovorech.
Podněcující foto-rozhovor: Jedná se o klíčovou vizuální metodu, protože fotografie je vhodná pro získání tzv. hutného popisu a informací o každodenních detailech. Využití fotografií při rozhovoru může vést k nečekaným a plodným střetům.